# Konrad Widmer
Konrad Widmer (* 17. Dezember 1919 in St. Gallen; † 14. Juni 1986 in Zürich) war ein Schweizer Erziehungswissenschaftler und Hochschullehrer.

## Leben
Widmer studierte von 1936 bis 1940 am Seminar Mariaberg in Rorschach und war anschliessend im Kanton St. Gallen als Lehrer tätig. Gleichzeitig zu seiner Tätigkeit als Lehrer verrichtete er ein Studium (Pädagogik, Philosophie, Heilpädagogik, Psychologie und Germanistik) an der Universität Zürich und schloss 1952 bei Paul Moor seine Doktorarbeit (Titel: «Die sondererzieherische Situation der Schule beim schwererziehbaren Kind») ab.
Ab 1958 war Widmer am Seminar Mariaberg als Professor für Pädagogik, Psychologie sowie Deutsch tätig und nahm gleichzeitig an der Eidgenössischen Technische Hochschule Zürich einen Lehrauftrag wahr. Des Weiteren weilte er zeitweilig als Vertretungsprofessor für Pädagogik und Psychologie an der Universität St. Gallen und hielt Lehrveranstaltungen an der Philosophischen Fakultät der Universität Zürich ab. Rufe auf Lehrstühle deutscher Hochschulen (Philipps-Universität Marburg, Universität Hamburg, Leibniz Universität Hannover) lehnte Widmer ab, stattdessen trat er 1965 am Pädagogischen Seminar der Universität Zürich eine Assistenzprofessur an. 1968 wurde er an der Universität Zürich ausserordentlicher Professor für Pädagogik und Pädagogische Psychologie, 1970 folgte dort die Ernennung zum ordentlichen Professor. Nach seiner Entpflichtung aus dem Hochschuldienst am Ende des Wintersemesters 1985/86 hielt er an der Universität Zürich bis zu seinem überraschenden Tod weiterhin Vorlesungen ab und leitete Seminare.
Im Mittelpunkt Widmers wissenschaftlicher Arbeit standen die Verbindung pädagogischer Theorie und Praxis sowie die Themenfelder Unterrichtsforschung, Lehrerausbildung, Didaktik, Sportpädagogik und -psychologie. In seinem späteren Wirken befasste er sich verstärkt mit dem Thema berufliche Fortbildung in Industrie, Wirtschaft und Verwaltung.
Laut Walter Herzog, der ab 1976 unter Widmer am Pädagogischen Institut der Universität Zürich als Assistent tätig war und später Professor für Pädagogische Psychologie der Universität Bern wurde, war Widmer „ein Mann der Mitte, des Ausgleichs und der Versöhnung“.